# Ronald Randzio
Ronald Randzio (* 29. Oktober 1939) ist ein deutscher Jurist.

## Leben
Er studierte Rechtswissenschaft in Tübingen, Lausanne und Kiel. Nach der Promotion zum Dr. iur. 1969 an der Universität Kiel lehrte er von 1977 bis 2004 als Professor für Bürgerliches Recht an der Universität Hamburg. 1982 wurde er Richter am LG Hamburg, 1982 wurde er Richter am Hanseatischen Oberlandesgericht in Hamburg und 1989 Vorsitzender Richter LG Hamburg (halbe Verpflichtung). Verheiratet ist er mit Christa Randzio-Plath. Seine praktischen Kenntnisse aus seiner Tätigkeit als Richter brachte Randzio in die Lehre ein.
Seit dem Wintersemester 1960/61 ist er Mitglied der Studentenverbindung Turnerschaft Hohenstaufia Tübingen.

## Schriften (Auswahl)
- Verfahren und Zuständigkeit im internationalen Adoptionsrecht. Eine rechtsvergleichende und rechtsdogmatische Arbeit unter Berücksichtigung des französischen, angelsächsischen, sozialistischen, nordischen und deutschen Rechtskreises. Kiel 1969, OCLC 1072462889.